# Luis Fernando Fernández López
Luis Fernando Fernández López, más conocido como "Superman Fernandez" (Santa Marta, Magdalena, Colombia; 1 de julio de 1978) es un exfutbolista colombiano nacionalizado ecuatoriano. Jugaba como arquero. Actualmente es preparador de arqueros del Unión Magdalena.

## Trayectoria

### Unión Magdalena
Surgió de las inferiores de Unión Magdalena. Debutó en primera en la temporada 1997 en la que jugó un total de 169 partidos, siendo así titular en gran parte de los Torneos que disputó, demostrando su capacidad y liderazgo como portero.
Además logró anotar 2 goles de tiro libre.

### Junior de Barranquilla
A finales de 2004 juega cedido con el Junior de Barranquilla donde esta 6 meses proclamándose campeón frente al Atlético Nacional en el Estadio Atanasio Girardot y para el año 2005 regresa al Union donde desciende a segunda división con el 'ciclón bananero'.

### Deportivo Pereira y La Equidad
Durante todo el 2006 lo juega con el Deportivo Pereira.
Para la temporada 2007 llega a la capital a jugar con el recién ascendido La Equidad.

### Atlético Huila
Para 2008 recala en territorio opita fichando por el Atlético Huila donde juega hasta finales de 2010 pero sin afianzarse en el puesto dado que el golero Luis Estacio era el titular indiscutible.

### LDU de Loja
Desde 2011 y hasta 2014 se convirtió en figura de la LDU Loja tanto así que fue nacionalizado ecuatoriano. Entre los mejores recuerdos de este cancerbero están las incursiones con LDU Loja en la Copa Sudamericana de 2012 y 2013, en las que la ‘Garra del Oso’ avanzó a octavos de final.

El 22 de junio de 2012, en el estadio Reina del Cisne de Loja, le atajó 2 penales a Barcelona de Guayaquil, el primero a Damián Díaz y el segundo a Narciso Mina. El lance terminó 0-0. En total atajo 5 penales y recibió 176 goles en 151 partidos.

### Mushuc Runa
En el Mushuc Runa de 2015, como un gran profesional, realizó un gran trabajo en Mushuc Runa y siempre mostró amor por su posición; además, se sentía a gusto en Ambato, donde residió con su familia este año, tras vivir en Loja hasta 2014. Fernández tapó en Mushuc Runa y su buen rendimiento lo hizo dar a conocer.

### Club Sport Emelec
El portero colombiano nacionalizado ecuatoriano, Luis Fernando Fernández, fue contratado por el Club Sport Emelec y se sumará a la plantilla azul. 
El experimentado golero, proveniente de Mushuc Runa y que ha militado también en Liga de Loja, llega al club ‘Millonario’ con un contrato de 1 año. El acuerdo al que llegaron se concretó y Fernández ya firmó su contrato. Se une a la pretemporada, que se realizará en Buenos Aires los primeros días de enero, Club Sport Emelec estaba muy interesado en el experimentado portero, y se dio ya que la prioridad del jugador fue vestirse con la 'eléctrica' de Emelec. El guardameta deberá pelear el puesto con los argentinos naturalizados Esteban Dreer (portero de la Selección) y Javier Klimowicz, ídolo de la institución.

### Aucas y Cumbayá
Llegó al equipo quiteño a inicios del 2018, disputará la posición con su compatriota Victor Hugo Soto. Con el equipo quiteño disputaría 66 encuentros.
Durante la pandemia del Covid 19 Fernández decide regresar unos meses a su país, a su regreso a Ecuador a mediados de 2020 ficha con el Cumbayá Fútbol Club, el 19 de diciembre de 2020 consigue el ascenso a la Serie B. Tras 24 años de actividad profesional se retiró en 2021 obteniendo la Serie B de Ecuador siendo titular la mayor parte de los partidos.

## Clubes

### Como jugador
| Club                   | País     | Año       |
| ---------------------- | -------- | --------- |
| Unión Magdalena        | Colombia | 1997-2004 |
| Junior de Barranquilla | Colombia | 2004      |
| Unión Magdalena        | Colombia | 2005      |
| Deportivo Pereira      | Colombia | 2006      |
| La Equidad             | Colombia | 2007      |
| Atlético Huila         | Colombia | 2008-2010 |
| LDU Loja               | Ecuador  | 2011-2014 |
| Mushuc Runa            | Ecuador  | 2015      |
| Emelec                 | Ecuador  | 2016      |
| Fuerza Amarilla        | Ecuador  | 2017      |
| Aucas                  | Ecuador  | 2018-2020 |
| Cumbayá                | Ecuador  | 2020-2021 |

### Como preparador de arqueros
| Club            | País     | Año           |
| --------------- | -------- | ------------- |
| Unión Magdalena | Colombia | 2022-presente |

## Estadísticas
| Club                         | Temporada           | Liga  | Liga  | Copa Nacional | Copa Nacional | Copa Internacional | Copa Internacional | Total | Total |
| Club                         | Temporada           | Part. | Goles | Part.         | Goles         | Part.              | Goles              | Part. | Goles |
| ---------------------------- | ------------------- | ----- | ----- | ------------- | ------------- | ------------------ | ------------------ | ----- | ----- |
| Unión Magdalena · Colombia   | 1998                |       | 0     | —             | —             | —                  | —                  |       | 0     |
| Unión Magdalena · Colombia   | 1999                |       | 0     | —             | —             | —                  | —                  |       | 0     |
| Unión Magdalena · Colombia   | 2000                |       | 0     | —             | —             | —                  | —                  |       | 0     |
| Unión Magdalena · Colombia   | 2001                |       | 0     | —             | —             | —                  | —                  |       | 0     |
| Unión Magdalena · Colombia   | 2002                |       | 0     | —             | —             | —                  | —                  |       | 0     |
| Unión Magdalena · Colombia   | 2003                |       | 0     | —             | —             | —                  | —                  |       | 0     |
| Unión Magdalena · Colombia   | 2004-l              |       | 0     | —             | —             | —                  | —                  |       | 0     |
| Unión Magdalena · Colombia   | 2005                |       | 2     | —             | —             | —                  | —                  |       | 2     |
| Unión Magdalena · Colombia   | Total club          | 169   | 2     | 0             | 0             | 0                  | 0                  | 169   | 2     |
| Junior · Colombia            | 2004-ll             | 22    | 0     | —             | —             | 8                  | 0                  | 30    | 0     |
| Junior · Colombia            | Total club          | 22    | 0     | 0             | 0             | 8                  | 0                  | 30    | 0     |
| Deportivo Pereira · Colombia | 2006                | 19    | 0     | —             | —             | —                  | —                  | 19    | 0     |
| Deportivo Pereira · Colombia | Total club          | 19    | 0     | 0             | 0             | 0                  | 0                  | 19    | 0     |
| La Equidad · Colombia        | 2007                | 8     | 0     | —             | —             | —                  | —                  | 8     | 0     |
| La Equidad · Colombia        | Total club          | 8     | 0     | 0             | 0             | 0                  | 0                  | 8     | 0     |
| Atlético Huila · Colombia    | 2008                | 1     | 0     | 6             | 0             | —                  | —                  | 7     | 0     |
| Atlético Huila · Colombia    | 2009                | 4     | 0     | 6             | 0             | —                  | —                  | 10    | 0     |
| Atlético Huila · Colombia    | 2010                | 27    | 0     | 6             | 0             | 4                  | 0                  | 37    | 0     |
| Atlético Huila · Colombia    | Total club          | 32    | 0     | 18            | 0             | 4                  | 0                  | 54    | 0     |
| LDU Loja · Ecuador           | 2011                | 35    | 0     | —             | —             | —                  | —                  | 35    | 0     |
| LDU Loja · Ecuador           | 2012                | 32    | 0     | —             | —             | 3                  | 0                  | 35    | 0     |
| LDU Loja · Ecuador           | 2013                | 38    | 0     | —             | —             | 6                  | 0                  | 44    | 0     |
| LDU Loja · Ecuador           | 2014                | 37    | 0     | —             | —             | —                  | —                  | 37    | 0     |
| LDU Loja · Ecuador           | Total club          | 142   | 0     | 0             | 0             | 9                  | 0                  | 151   | 0     |
| Mushuc Runa · Ecuador        | 2015                | 43    | 0     | —             | —             | —                  | —                  | 43    | 0     |
| Mushuc Runa · Ecuador        | Total club          | 43    | 0     | 0             | 0             | 0                  | 0                  | 43    | 0     |
| Emelec · Ecuador             | 2016                | 3     | 0     | —             | —             | 0                  | 0                  | 3     | 0     |
| Emelec · Ecuador             | Total club          | 3     | 0     | 0             | 0             | 0                  | 0                  | 3     | 0     |
| Fuerza Amarilla · Ecuador    | 2017                | 39    | 0     | —             | —             | 3                  | 0                  | 42    | 0     |
| Fuerza Amarilla · Ecuador    | Total club          | 39    | 0     | 0             | 0             | 3                  | 0                  | 42    | 0     |
| Aucas · Ecuador              | 2018                | 39    | 0     | 1             | 0             | —                  | —                  | 40    | 0     |
| Aucas · Ecuador              | 2019                | 25    | 0     | —             | —             | —                  | —                  | 25    | 0     |
| Aucas · Ecuador              | 2020                | 1     | 0     | —             | —             | —                  | —                  | 1     | 0     |
| Aucas · Ecuador              | Total club          | 65    | 0     | 1             | 0             | 0                  | 0                  | 66    | 0     |
| Cumbayá · Ecuador            | 2020                | 9     | 0     | —             | —             | —                  | —                  | 9     | 0     |
| Cumbayá · Ecuador            | 2021                | 30    | 0     | —             | —             | —                  | —                  | 30    | 0     |
| Cumbayá · Ecuador            | Total club          | 39    | 0     | 0             | 0             | 0                  | 0                  | 39    | 0     |
| Total en su carrera          | Total en su carrera | 581   | 2     | 19            | 0             | 24                 | 0                  | 624   | 2     |

## Goles anotados
| #  | Fecha      | Torneo           | Club            | Min. | Res. | Equipo Adv | Modo       | Arquero Rival   |
| -- | ---------- | ---------------- | --------------- | ---- | ---- | ---------- | ---------- | --------------- |
| 1. | 10-07-2005 | Primera División | Unión Magdalena | 90+2 | 1-2  | Junior     | Tiro libre | Nelson Tapia    |
| 2. | 1-09-2005  | Primera División | Unión Magdalena | 82'  | 1-2  | Envigado   | Tiro libre | Prono Velázquez |

## Palmarés

### Campeonatos nacionales
| Título           | Club                   | País     | Año  |
| ---------------- | ---------------------- | -------- | ---- |
| Campeón Nacional | Junior de Barranquilla | Colombia | 2004 |
| Serie B          | Cumbayá F. C.          | Ecuador  | 2021 |

- Otros logros:
  - Subcampeón con el Cumbayá FC de la Segunda Categoría de Ecuador 2020.

### Distinciones individuales
| Distinción                              | Club            | País     | Año  |
| --------------------------------------- | --------------- | -------- | ---- |
| Mejor Arquero                           | Unión Magdalena | Colombia | 2005 |
| 11 Ideal del Campeonato Colombiano 2005 | Unión Magdalena | Colombia | 2005 |